# Eishockey-Gruppenliga 1961/62
Die Saison 1961/62 der Eishockey-Gruppenliga war die erste Spielzeit der neu eingeführten dritthöchsten deutschen Eishockeyliga. Der Meister EV Pfronten verlor in den Relegationsspielen gegen den Letzten der zweitklassigen Oberliga, den Berliner Schlittschuhclub, und blieb somit in der Gruppenliga.
Auf- und Abstieg zwischen Gruppenliga und Landesligen wurden erst zu Beginn der Folgesaison entschieden.

## Modus
Die Vorrunde wurde in zwei regionalen Einfachrunden mit je sechs Mannschaften gespielt, sodass jeder Verein jeweils ein Heim- und ein Auswärtsspiel gegen die anderen Mannschaften seiner Gruppe bestritt.
Die beiden Erstplatzierten der beiden Gruppen spielten anschließend in der Endrunde den Meister und Teilnehmer an den Relegationsspielen zur Oberliga aus. Der Aufstiegsmodus zur Gruppenliga 1962/63 wurde erst im Sommer 1962 festgelegt.

## Teilnehmer
Für die neue Liga qualifizierten sich die besten Mannschaften der Landesligen außer Eintracht Frankfurt (Hessen) und EC Oberstdorf (Bayern), die sich für die Oberliga qualifiziert beziehungsweise in diese nachgerückt waren. In die Gruppe Gruppe Nord starteten der Hamburger SC als Meister der Landesliga Hamburg, der RESG Hannover als Meister der Landesliga Niedersachsen und die jeweiligen Meister und Vizemeister der Landesligen Berlin und Nordrhein-Westfalen qualifiziert waren. Die Gruppe Süd setzte sich aus dem Meister der Landesliga Baden-Württemberg, und den Mannschaften auf den Plätzen zwei bis sechs der Landesliga Bayern zusammen.
| Nord - SC Brandenburg (Zweiter Berlin) - BFC Preussen (Meister Berlin) - EC Deilinghofen (Nordrhein-Westfalen) - Essener RSC (Nordrhein-Westfalen) - Hamburger SC (Meister Hamburg) - RESG Hannover (Meister Niedersachsen) | Süd - ESV Herrsching (Bayern) - TSV Holzkirchen (Bayern) - ASV Pegnitz (Bayern) - EV Pfronten (Bayern) - ERV Ravensburg (Meister Württemberg) - SC Weßling (Bayern) |

## Vorrunde

### Nord
|    |                 | Sp | S | U | N | Tore  | Punkte |
| -- | --------------- | -- | - | - | - | ----- | ------ |
| 1. | EC Deilinghofen | 10 | 9 | 1 | 0 | 99:23 | 19:01  |
| 2. | RESG Hannover   | 10 | 8 | 1 | 1 | 86:28 | 17:03  |
| 3. | SC Brandenburg  | 10 | 4 | 0 | 6 | 37:51 | 08:12  |
| 4. | Essener RSC     | 10 | 3 | 0 | 7 | 35:85 | 06:14  |
| 5. | BFC Preussen    | 10 | 2 | 1 | 7 | 42:67 | 05:15  |
| 6. | Hamburger SC    | 10 | 2 | 1 | 7 | 51:96 | 05:15  |

Abkürzungen: Sp = Spiele, S = Siege, U = Unentschieden, N = Niederlagen.

Erläuterungen: Endrunde Rückzug

### Süd
|    |                 | Sp | S  | U | N  | Tore  | Punkte |
| -- | --------------- | -- | -- | - | -- | ----- | ------ |
| 1. | EV Pfronten     | 10 | 09 | 0 | 01 | 55:33 | 18:02  |
| 2. | SC Weßling      | 10 | 08 | 1 | 01 | 67:33 | 17:03  |
| 3. | TSV Holzkirchen | 10 | 06 | 1 | 03 | 49:32 | 13:07  |
| 4. | ERV Ravensburg  | 10 | 04 | 1 | 05 | 47:60 | 09:11  |
| 5. | ASV Pegnitz     | 10 | 02 | 1 | 07 | 40:43 | 05:15  |
| 6. | ESV Herrsching  | 10 | 0  | 0 | 10 | 23:80 | 00:20  |

Abkürzungen: Sp = Spiele, S = Siege, U = Unentschieden, N = Niederlagen.

Erläuterungen: Endrunde,  Rückzug, Relegation zur Gruppenliga

## Endrunde
Der SC Weßling verzichtet, dafür rückte der TSV Holzkirchen nach.
|    |                 | Sp | S | U | N | Tore  | Punkte |
| -- | --------------- | -- | - | - | - | ----- | ------ |
| 1. | EV Pfronten     | 6  | 3 | 2 | 1 | 34:27 | 8:4    |
| 2. | TSV Holzkirchen | 6  | 2 | 2 | 2 | 19:21 | 6:6    |
| 3. | RESG Hannover   | 6  | 1 | 3 | 2 | 27:28 | 5:7    |
| 4. | EC Deilinghofen | 6  | 2 | 1 | 2 | 25:29 | 5:7    |

Abkürzungen: Sp = Spiele, S = Siege, U = Unentschieden, N = Niederlagen.

Erläuterungen: Relegationsspiele zur Oberliga